# 加藤直 (ラジオパーソナリティ)
加藤 直（かとう なお、1984年〈昭和59年〉9月26日 - ）は、日本のラジオパーソナリティー、俳優。La+所属。三重県出身。

## 略歴
2016年4月  FM香川　JOYーUCLUB金曜パーソナリティーに就任